# Jonjoe Kenny
Jonjoe Kenny (Liverpool, 15 de marzo de 1997) es un futbolista inglés que juega en la demarcación de defensa para el PAOK de Salónica F. C. de la Superliga de Grecia.

## Trayectoria
Tras empezar a formarse en las categorías inferiores del Everton F. C., en 2015 se acabó marchando cedido al Wigan Athletic F. C. De nuevo, tras un breve paso cedido en el Oxford United F. C., finalmente al finalizar la temporada 2015-16 volvió al Everton, debutando con el primer equipo el 15 de mayo de 2016. Permaneció en el equipo inglés durante tres temporadas más, hasta que en la temporada 2018/19 se marchó de nuevo cedido, esta vez al FC Schalke 04.

## Estadísticas

### Clubes
Actualizado al último partido disputado el 18 de mayo de 2025.
| Club                            | Div.          | Temporada     | Liga  | Liga  | Copas nacionales | Copas nacionales | Copas internacionales | Copas internacionales | Total | Total |
| Club                            | Div.          | Temporada     | Part. | Goles | Part.            | Goles            | Part.                 | Goles                 | Part. | Goles |
| ------------------------------- | ------------- | ------------- | ----- | ----- | ---------------- | ---------------- | --------------------- | --------------------- | ----- | ----- |
| Wigan Athletic F. C. Inglaterra | 3.ª           | 2015-16       | 7     | 0     | 0                | 0                | ―                     | ―                     | 7     | 0     |
| Wigan Athletic F. C. Inglaterra | Total club    | Total club    | 7     | 0     | 0                | 0                | 0                     | 0                     | 7     | 0     |
| Oxford United F. C. Inglaterra  | 4.ª           | 2015-16       | 17    | 0     | 3                | 0                | ―                     | ―                     | 20    | 0     |
| Oxford United F. C. Inglaterra  | Total club    | Total club    | 17    | 0     | 3                | 0                | 0                     | 0                     | 20    | 0     |
| Everton F. C. Inglaterra        | 1.ª           | 2015-16       | 1     | 0     | 0                | 0                | ―                     | ―                     | 1     | 0     |
| Everton F. C. Inglaterra        | 1.ª           | 2016-17       | 1     | 0     | 0                | 0                | ―                     | ―                     | 1     | 0     |
| Everton F. C. Inglaterra        | 1.ª           | 2017-18       | 19    | 0     | 3                | 0                | 3                     | 0                     | 25    | 0     |
| Everton F. C. Inglaterra        | 1.ª           | 2018-19       | 10    | 0     | 3                | 0                | ―                     | ―                     | 13    | 0     |
| F. C. Schalke 04 · Alemania     | 1.ª           | 2019-20       | 31    | 2     | 3                | 0                | ―                     | ―                     | 34    | 2     |
| F. C. Schalke 04 · Alemania     | Total club    | Total club    | 31    | 2     | 3                | 0                | 0                     | 0                     | 34    | 2     |
| Everton F. C. Inglaterra        | 1.ª           | 2020-21       | 4     | 0     | 4                | 0                | ―                     | ―                     | 8     | 0     |
| Celtic F. C. Escocia            | 1.ª           | 2020-21       | 14    | 0     | 2                | 0                | 0                     | 0                     | 16    | 0     |
| Celtic F. C. Escocia            | Total club    | Total club    | 14    | 0     | 2                | 0                | 0                     | 0                     | 16    | 0     |
| Everton F. C. Inglaterra        | 1.ª           | 2021-22       | 15    | 0     | 6                | 0                | ―                     | ―                     | 21    | 0     |
| Everton F. C. Inglaterra        | Total club    | Total club    | 50    | 0     | 16               | 0                | 3                     | 0                     | 69    | 0     |
| Hertha Berlín · Alemania        | 1.ª           | 2022-23       | 29    | 0     | 1                | 0                | ―                     | ―                     | 30    | 0     |
| Hertha Berlín · Alemania        | 2.ª           | 2023-24       | 29    | 3     | 4                | 1                | ―                     | ―                     | 33    | 4     |
| Hertha Berlín · Alemania        | 2.ª           | 2024-25       | 32    | 1     | 3                | 0                | ―                     | ―                     | 35    | 1     |
| Hertha Berlín · Alemania        | Total club    | Total club    | 90    | 4     | 8                | 1                | 0                     | 0                     | 98    | 5     |
| Total carrera                   | Total carrera | Total carrera | 209   | 6     | 32               | 1                | 3                     | 0                     | 244   | 7     |

## Palmarés

### Títulos internacionales
| Título         | Club (*)          | País          | Año  |
| -------------- | ----------------- | ------------- | ---- |
| Europeo sub-17 | Inglaterra sub-17 | Malta         | 2014 |
| Mundial sub-20 | Inglaterra sub-20 | Corea del Sur | 2017 |

(*) Incluyendo la selección.